# Plataplochilus mimus
Plataplochilus mimus és una espècie de peix de la família dels pecílids i de l'ordre dels ciprinodontiformes.

## Distribució geogràfica
Es troba a Àfrica: Gabon.